# Escritor
Escritor é uma pessoa que utiliza palavras escritas, com várias técnicas e uso de vários estilos, para comunicar ou passar ideias. 
Escritores produzem variadas formas de literatura como contos, crônicas, poesia, romances, ensaios, textos jornalísticos, posts em blogues, peças de teatro, histórias em quadrinhos, artigos científicos, entre outros, de forma a atrair o interesse de um determinado público e passar ideias ou informações. Um escritor é alguém hábil em usar a linguagem para expressar ideias que, normalmente, contribuem para ampliar a cultura de uma sociedade.

## Conceito

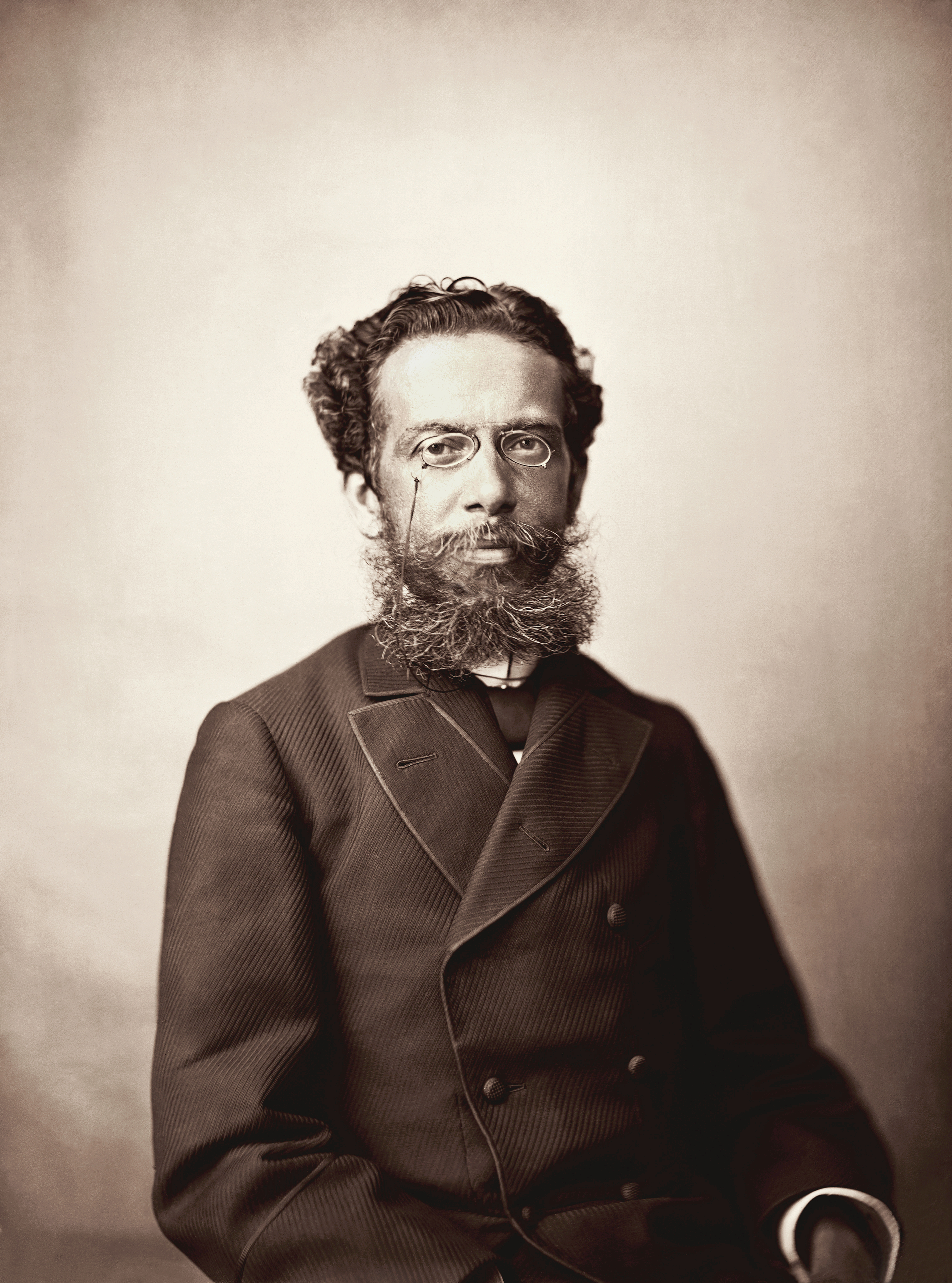
Machado de Assis, um dos grandes expoentes da literatura brasileira

A palavra escritor, em sentido mais amplo, é normalmente empregada para o conceito de pessoa que escreve qualquer obra de própria autoria ou documento. Em sentido mais estrito, designa uma pessoa que escreve de maneira profissional e que tem a vida dedicada a escrever e compor obras escritas, impressas ou publicadas em qualquer outro meio oficial, sendo este o conceito mais amplamente utilizado. O termo escritor costuma ser usado como sinônimo de autor, porém aquele tem um significado mais próximo ao da responsabilidade legal de escrever. A publicação de obras pode acontecer de maneiras diversas e em várias plataformas: escritor não é necessariamente o profissional que escreve romances (romancistas), pois o autor de livros de outros tipos, como autoajuda e de textos jornalísticos, pode também ser considerado um escritor. Qualquer um que escreve qualquer tipo de artigo, resenha, texto, poema, poesia, pode ser considerado um escritor.

## Obra

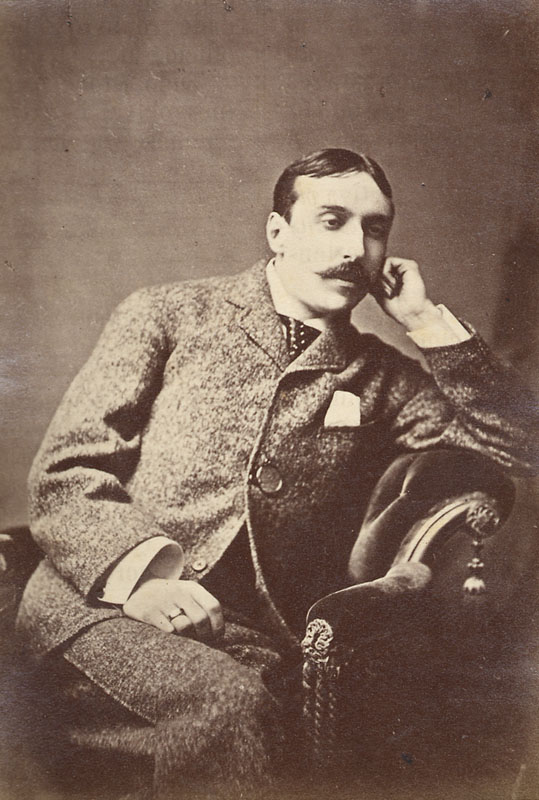
Eça de Queiroz, escritor português (foto de 1882)

Além de produzirem trabalho escritos, ficcionais ou não, escritores também falam sobre o ofício e a arte da escrita, muitas vezes ensinando os passos para escrever determinados gêneros ou como ser um escritor de sucesso e sobre a importância da escrita, sua motivação e propósito. Também faz parte do ofício do escritor tecer críticas literárias sobre trabalhos de outros escritores para jornais, revistas ou periódicos científicos.

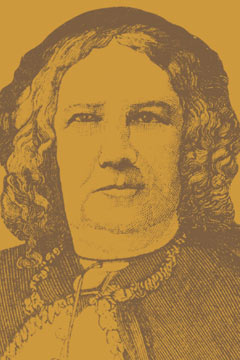
Nísia Floresta, uma das pioneiras na escrita jornalística e feminista no Brasil

Escritores produzem material em variados gêneros literários, ficcionais ou não-ficcionais, através de mídias diversas, com uso ocasional de ilustrações, gráficos ou links. Casos recentes, como o de Bob Dylan, que ganhou o Prêmio Nobel de Literatura, mostram que a arte da escrita pode ser expressa na forma de músicas e assim ser reconhecida como literatura. Para Luis Fernando Verissimo, o ofício do escritor é como qualquer outro, mas que não deve ser banalizado.